# John Booth
John Alfred Booth (Rotherham, 18 dicembre 1954) è un dirigente sportivo ed ex pilota automobilistico britannico, attuale Director of Racing della Toro Rosso.
Booth era un pilota nel corso del 1980 di Formula Ford.
Ha creato la Manor Motorsport nel 1990, e da allora il record della Manor di successo include 171 vittorie e 19 titoli di campionato in serie come Formula Renault e Formula Tre Euroseries.
Il 12 giugno 2009 arriva l'annuncio dell'iscrizione della Manor al campionato mondiale di Formula 1 2010. La struttura approntata per la sfida doveva prendere il nome di Manor Grand Prix ma è stata poi iscritta al campionato come Virgin Racing. Booth aveva dichiarato che continuerà l'impegno in Formula 3, nonostante le risorse saranno maggiormente finalizzate al campionato di Formula 1. Tuttavia, Manor si è ritirata dalla Formula 3, per competere nella GP3 Series.
È stato anche team principal della Virgin e della Marussia.
Nell'aprile 2016 viene ingaggiato dalla Scuderia Toro Rosso come Director of Racing. Lascia la scuderia faentina nell'aprile 2018.